# Sconosciuti in treno
Sconosciuti in treno (titolo originale Strangers on a Train) è un romanzo giallo della scrittrice statunitense Patricia Highsmith, pubblicato nel 1950.
Nel 1951 il libro ha avuto una nomination all'Edgar Award, per il miglior romanzo d'esordio.

## Trama
Guy Haines e Charles Bruno non si sono mai visti prima del loro occasionale incontro in treno. Il primo è un architetto molto quotato già a ventinove anni, il secondo è un giovane nullafacente, ricco e narcisista. Con il suo fascino, Bruno strappa confidenze al nuovo amico e apprende che Guy odia la moglie (dalla quale è separato), perché lei gli rifiuta il divorzio ed è incinta di un altro uomo. Dal canto suo, Bruno odia il padre e lo accusa di sottrargli del denaro destinato a lui. In questo contesto Bruno abbozza un piano: ciascuno di loro dovrebbe uccidere il "nemico" dell'altro. Secondo Bruno, dovrebbero risultare due perfetti delitti, indecifrabili da chi indaga.
Quando Guy si separa da Bruno, assai turbato, si scontra con la condizione della moglie Miriam, interessata e opportunista, e pur di non assecondarla, rinuncia a un prestigioso lavoro. Ma, mentre Guy è partito per il Messico con Anne, la donna che ama, Miriam è uccisa in un luna-park e l'assassino sembra essersi dissolto, tanto è difficile capire qualcosa di utile all'indagine. All'inchiesta Guy è immediatamente prosciolto, anzi affiorano nel processo tutti i lati squallidi di Miriam e dei suoi familiari. Però ha capito che l'impresa è opera di Bruno e ne resta sconvolto. Si getta sul lavoro (ha riottenuto l'incarico) e fa progetti con Anne per un bel matrimonio.
Passano i mesi e d'improvviso Bruno si fa sentire: reclama che Guy gli uccida il padre e comincia a bombardare l'architetto di piani, con piantine della casa e altri mille particolari. Arriva a recapitare a Guy una Luger P08 e gli telefona in continuazione. Guy tenta di sottrarsi, ma Bruno si fa ricevere in casa di Anne e inventa amici comuni. Eppure Guy potrebbe denunciarlo, invece si fa schiacciare e si convince che l'incubo finirà, quando avrà ucciso Bruno padre. Il delitto avviene, non però con la Luger, ma con una piccola pistola mai denunciata che Guy aveva comprato da ragazzo. Dopo aver sparato nella camera buia di Samuel Bruno, Guy scappa inseguito dal cameriere Herbert, senza sapere se ha ucciso o meno: nello scontro si procura molte ferite, ma si mette in salvo.
Anche con questo assassinio la polizia non approda a una conclusione, ma nel frattempo il sospetto si è radicato in Gerard, detective privato della famiglia Bruno. Dal canto suo, Anne ha osservato vari segni in Guy e comprende che lui le nasconde qualcosa. Così il cerchio si stringe intorno all'architetto, finché, durante una gita in barca, Bruno (che nel frattempo si è rovinato con l'abuso di superalcoolici) si getta in mare alla presenza di vari amici e annega, sebbene Guy si sia lanciato in acqua per salvarlo. A questo punto Guy è distrutto dal rimorso e decide che gli farà bene confessare tutto l'accaduto a Owen Markman, l'uomo da cui Miriam attendeva un figlio. Quando arriva nella piccola città natale in Texas, trova Owen, ma questi lo ascolta appena e dimostra la più totale indifferenza.
 E allora la trappola tesa da Gerard può scattare: l'investigatore entra da Guy e Owen; aveva udito tutto attraverso il telefono aperto e nascosto. Quando irrompe nella stanza, Guy lo prega di arrestarlo.

## Personaggi
- Guy (Guy Daniel Haines), brillante architetto.
- Mrs. Haines, madre di Guy.
- Anne Faulkner, amante di Guy.
- I Faulkner (Mr. e Mrs.), genitori di Anne.
- Miriam (Miriam Joyce Haines), moglie di Guy: sono separati da tre anni.
- Ralph Joyce, fratello di Miriam.
- Owen Markman, amante di Miriam e padre del bambino che lei attende.
- Charley (Charles Anthony Bruno), occasionale conoscente di Guy; è chiamato spesso con il cognome (Bruno).
- Samuel Bruno detto Il Capitano, aborrito padre di Charles.
- Elsie, madre di Charles.
- Alice Leffingwell, inseparabile amica di Elsie.
- Herbert, cameriere in casa Bruno.
- Gerard (Arthur), poliziotto privato di Samuel Bruno, in seguito investigatore per conto della famiglia.

## Opere derivate
Nel 1951, il regista Alfred Hitchcock ha realizzato la trasposizione cinematografica del romanzo nel film Strangers on a Train, noto in Italia con il titolo L'altro uomo.

## Edizioni in italiano
- Patricia Highsmith, Sconosciuti in treno: romanzo, traduzione di Ester Danesi Traversari, Bompiani, Milano 1954
- Patricia Highsmith, Sconosciuti in treno, traduzione di Ester Danesi Traversari, commento critico di Mauro Marchesini, Mondadori, Milano 1978
- Patricia Highsmith, Sconosciuti in treno, Bompiani, Milano 1987
- Patricia Highsmith,  Sconosciuti in treno, Fabbri, Milano 1994, stampa 1995
- Patricia Highsmith, Sconosciuti in treno, Tascabili Bompiani, Milano 2000
- Patricia Highsmith, Sconosciuti in treno, traduzione di Ester Danesi Traversari, Bompiani: Corriere della sera, Milano 2012
- Patricia Highsmith, Sconosciuti in treno: romanzo, traduzione di Ester Danesi Traversari, La nave di Teseo, Milano 2021